# Tachardina sclerosa
Tachardina sclerosa är en insektsart som beskrevs av Abraham Munting 1965. Tachardina sclerosa ingår i släktet Tachardina och familjen Kerriidae. Inga underarter finns listade i Catalogue of Life.